# فيرنر مولديرز
فيرنر مولديرز (18 مارس 1913-22 نوفمبر 1941) كان طيارا في سلاح الجو الألماني أثناء الحرب العالمية الثانية وطيارا بطلا ألمانيا رائدا في الحرب الأهلية الإسبانية. كان مولديرز أول طيار في تاريخ الطيران يحقق مائة انتصار جوي في مائة معركة جوية أسفرت عن تدمير الطائرات المعادية، وقلد أعلى الأوسمة لإنجازاته. كان له دور فعال في تطوير تكتيكات المقاتلة الجديدة التي أدت إلى تشكيلة الأصابع الأربع. توفي في حادث تحطم طائرة حين كان أحد الركاب فيها.
انضم مولدرز إلى سلاح الطيران الألماني في عام 1934 حين كان عمره واحدا وعشرين سنة. في عام 1938، تطوع للخدمة في فيلق كوندور، الذي دعم كتائب الجنرال فرانسيسكو فرانكو في الحرب الأهلية الإسبانية، وأسقط خمسة عشر طائرة. في الحرب العالمية الثانية، خسر اثنين من طياري جناحه في معركة فرنسا ومعركة بريطانيا، ولكنه أسقط ثلاثة وخمسين طائرة عدو. مع رصيد يصل إلى ثمانية وستين انتصارا، نقل مولدرز ووحدته، الجناح 51 (ج 51)، إلى الجبهة الشرقية في يونيو 1941 لافتتاح عملية بارباروسا. بحلول نهاية 22 يونيو 1941، في اليوم الأول من عملية بربروسا أضاف أربعة انتصارات ليرفع رصيده وبعد ذلك بأسبوع تجاوز سجل مانفرد فون ريشتهوفن (البارون الأحمر) في 1918 بثمانين انتصارا.
منع من التحليق ومن المهام القتالية لأسباب دعائية، في سن الثامنة والعشرين تمت ترقية مولدرز إلى أوبريست (عقيد) وتعيينه مفتشا عاما للمقاتلين. كان يتفقد وحدات سلاح الجو الألماني في القرم عندما صدر أمر بحضوره إلى برلين للجنازة الرسمية لإرنست أوديت الطيار البطل في الحرب العالمية الأولى. في رحلته إلى برلين، واجهت الهنكل 111 التي كان يستقلها كأحد الركاب عاصفة رعدية خلالها تعطل واحد من محركات الطائرة. بينما كانت تحاول الهبوط تحطمت الهنكل في فروتزواف، مما أسفر عن مقتل مولديرز وإصابة اثنين آخرين. كرمه فيرماخت الرايخ الثالث والجيش الألماني بتسمية سربي مقاتلات ومدمرة وثكنة على اسمه. في فترة السبعينيات إلى التسعينيات، أصبح جزءا من مناقشة أوسع في ألمانيا حول تذكر الهولوكوست وتكريم جنود الرايخ الثالث.

## الطفولة والتعليم والحياة المهنية الأولى
ولد مولدريز يوم 18 مارس 1913 في غيلسنكيرشن، ابنا لفيكتور مولدريز وزوجته ماري ريدل. كان الثالث من بين أربعة أطفال، مع شقيقته الأكبر سنا آن-ماري وأخيه الأكبر هانز وشقيقه الأصغر فيكتور  بعد مقتل والده، الملازم في قوات احتياط فوج المشاة 145، في معركة في 2 آذار 1915 في غابة أرجون في فرنسا، انتقلت والدته إلى منزل والديها في براندنبورغ دير هافل.

## فيلق كوندور

### الابتكارات التكتيكية
طور مولدرز مع طيارين أخرى ن في إسبانيا، التشكيل المعروفة باسم تشكيلة الأصابع الأربعة. حسنت التشكيلة مجال الرؤية الشامل ومرونة الطائرات في رحلة (سرب)، وتعزيز الحماية المتبادلة، وتشجيع المبادرة الرائدة. في تشكيلة الأصابع الأربعة، تقلد الطائرة مكان أطراف الأصابع من يد ممدودة. تكونت رحلة المقاتلات من طائرتين على شكل روتن ثم أربع طائرات على شكل سرب.

### الترقيات
| 1 أكتوبر 1931 :  | فاهجانكر -غيفريتر (رقيب-طالب)                    |
| 1 أبريل 1932 :   | فاهجانكر-انتراوفرزر (رقيب أول-طالب)              |
| 1 يونيو 1933 :   | فاهرتش (مساعد)                                   |
| 1 فبراير 1934 :  | أوبرفاهرتش (مساعد أول)                           |
| 1 مارس 1934 :    | لفتنانت (ملازم)                                  |
| 20 أبريل 1936 :  | أوبرلفتنانت (ملازم أول)، اعتبارا من 1 أبريل 1936 |
| 18 أكتوبر 1938 : | هاوبتمان (نقيب)، اعتبارا من 1 أكتوبر 1938        |
| 19 يوليو 1940 :  | ماجور (رائد)                                     |
| 25 أكتوبر 1940 : | أوبرستلفتنانت (مقدم)                             |
| 20 يوليو 1941 :  | أوبرست (عقيد)                                    |

### الاستشهادات
1. 1 2 3  أوبرماير والبطل عام 1996، ص. 34.
2. ↑  أوبرماير والبطل عام 1996، ص. 44.
3. 1 2 3 4 5  أوبرماير والبطل عام 1996، ص. 31.
4. 1 2 3  أوبرماير والبطل عام 1996، ص. 32.

- Aders، جبهارد والبطل، فيرنر (1993). Jagdgeschwader 51 'مولديرز' Eine وقائع—Berichte—Erlebnisse—الوثائق (بالألمانية). شتوتغارت، ألمانيا: Motorbuch للنشر. ردمك 3-613-01045-3.
- بيرغر، فلوريان (2000). عند ستاين اوند Schwertern.  يموت höchstdekorierten Soldaten ديس Zweiten Weltkrieges (بالألمانية). Selbstverlag فلوريان بيرغر. ردمك 3-9501307-0-5. (العلوم الشعبية)
- Bergström، وكريستر ميخائيلوف، أندريه (2000)، أسود الصليب الأحمر / ستار الحرب الجوية على مدار الجبهة الشرقية، المجلد الأول، عملية بارباروسا عام 1941، ولاية كاليفورنيا: باسيفيكا التاريخ العسكري. ردمك 0-935553-48-7.
- Bergström، كريستر (2007). بربروسا—ومعركة الجوية: من يوليو حتى ديسمبر 1941. لندن: Chervron / إيان ألين. ردمك 978-1-85780-270-2.
- Fellgiebel، فالتر - الزملاء (2000). يموت Träger ديس Ritterkreuzes ديس Eisernen Kreuzes 1939-1945 (بالألمانية). Friedburg، ألمانيا: Podzun - بالاس. ردمك 3-7909-0284-5. (العلوم الشعبية)
- Fraschka، Günther (1994). فرسان للرايخ. Atglen، والسلطة الفلسطينية: شيفر العسكرية / تاريخ الطيران. ردمك 0-88740-580-0.
- Hagena، هيرمان (2008). Jagdflieger فيرنر مولديرز—داي Würde ديس Menschen reicht über دن hinaus تود (بالألمانية). آخن، ألمانيا: هيليوس للنشر. رقم الإيداع الدولي 978-3-8228-4035-1
- هوتون، وأوروبا (2007). فتوافا في الحرب؛ التجمع العاصفة 1933-39 : المجلد 1. لندن: Chervron / إيان ألين. ردمك 978-1-903223-71-7.
- أوبرماير، ارنست (1989). يموت Ritterkreuzträger دير فتوافا Jagdflieger 1939-1945 (بالألمانية). ماينز (ألمانيا) : دار نشر ديتر هوفمان. ردمك 3-87341-065-6.
- أوبرماير، ارنست والبطل، فيرنر (1996). Jagdflieger Oberst رنر مولديرز—Bilder Dokumente اوند (بالألمانية). Motorbuch دار نشر شتوتغارت، 4. طبعة. ردمك 3-87943-869-2. (العلوم الشعبية)
- Prien يوخن (1997). Jagdgeschwader 53 تاريخ لبيك «كما» Geschwader مارس 1937—مايو 1942. Atglen، ولاية بنسلفانيا: شيفر التاريخ العسكري. ردمك 0-7643-0175-6.
- Schaulen، فريتيوف (2004). Eichenlaubträger 1940-1945 Zeitgeschichte في Farbe الثاني Ihlefeld—Primozic (بالألمانية). Selent، ألمانيا: صب لو Mérite. ردمك 3-932381-21-1.
- Scherzer، فيت (2007). Ritterkreuzträger 1939-1945 يموت Inhaber ديس Ritterkreuzes ديس Eisernen Kreuzes 1939 فون هير، فتوافا، [كريغسمرين]، وافن اس اس -، Volkssturm sowie عند دويتشلاند verbündeter Streitkräfte مصنف من الاحدث دن Unterlagen ديس Bundesarchives (بالألمانية). جينا، ألمانيا: Scherzers Miltaer - دار نشر. ISBN 978-3-86521-407-2.
- شواطئ، كريستوفر وكلايف ويليامز (1994). آسات السامية. لندن: غروب ستريت. ردمك 1-898697-00-0.
- سيمز، إدوارد ه (1982). Jagdflieger يموت großen Gegner فون einst (بالألمانية). شتوتغارت: Motorbuch للنشر. ردمك 3-87943-115-9.
- سبيك، مايك (1996). فتوافا مقاتلة الآسات. نيويورك: كتب اللبلاب. ردمك 0-8041-1696-2.
- Toliver، ريمون F. وتريفور كونستابل J. (1998). يموت deutschen Jagdflieger - Asse 1939-1945 (بالألمانية). شتوتغارت، ألمانيا: Motorbuch للنشر، 1977. ردمك 3-87943-193-0.
- السراء، جون (1999). فرنك بلجيكي 109F/G/K الآسات من الجبهة الغربية. أوكسفورد، المملكة المتحدة: Ospery. ردمك 1-85532-905-0.
- السراء، جون (2001). 109 فرنك بلجيكي الآسات من الجبهة الروسية. أوكسفورد، المملكة المتحدة: Ospery. ردمك 1-84176-084-6.
- السراء، جون (2006). Jagdgeschwader 51 'مولديرز'. أوكسفورد، المملكة المتحدة: العقاب النسارية. ردمك 978-1-84603-045-1.
- السراء، جون (2007). مزيد من 109 فرنك بلجيكي الآسات من الجبهة الروسية. أوكسفورد، المملكة المتحدة: Ospery. ردمك 978-1-84603-177-9.
- ويليامسون، غوردون (2006). الفارس الصليب والماس مع المستلمون 1941-45. العقاب النسارية والنشر المحدودة ردمك 1-84176-644-5.
- يموت Wehrmachtberichte 1939-1945 باند 1، 1.  سبتمبر 1939 مكررا 31.  / ديسمبر 1941 (بالألمانية). München : دويتشر Taschenbuch بحثي & Co.KG، 1985. ردمك 3-423-05944-3.
- هلدن دير الفيرماخت—Unsterbliche الألماني Soldaten (بالألمانية). ميونيخ، ألمانيا: ق - بحثي، 2004. ردمك 3-924309-53-1.

## وصلات خارجية
- فيرنر مولديرز على موقع مونزينجر (الألمانية)
- فيرنر مولديرز على موقع قاعدة بيانات الفيلم (الإنجليزية)

- سيرة مولديرز
- فيرنر مولديرز على الجبهة الشرقية
- فيرنر مولديرز @ أدلرتاغ (بالألمانية)

- العقيد فيرنر مولديرز@شبكة فليجر.كوم نسخة محفوظة 11 يوليو 2011 على موقع واي باك مشين. (بالألمانية)

| الوظائف العسكرية                  | الوظائف العسكرية                                    | الوظائف العسكرية         |
| --------------------------------- | --------------------------------------------------- | ------------------------ |
| سبقه أوبرست تيو أوستركامب         | قائد الجناح 51 27 يوليو 1940 – 19 يوليو 1941        | تبعه أوبستلت فريدرتش بلخ |
| سبقه المشير كورت-برترام فون دورنغ | المفتش العام للمقتلين 7 أغسطس 1941 – 22 نوفمبر 1941 | تبعه اللواء أدولف غالاند |